# Jean Marais, artisan du rêve
Pour plus de détails, voir Fiche technique et Distribution.
Jean Marais, artisan du rêve est un documentaire français réalisé par Gérard Devillers, sorti en 1976.

## Synopsis
Documentaire sur les œuvres de Jean Marais : sa peinture et ses poteries.
Une galerie d'exposition à Vallauris et un atelier à Cabris dans les Alpes Maritimes. Marais sculpte, dessine, peint. C'est toujours un moment de repos, de fascination et de passion. Parfois dans la durée : 10 ans pour achever une toile. Sa poterie est fantastique, inspirée par Cocteau. Ses portraits sont des souvenirs, ses tableaux des énigmes. Le désir de création. La magie ne s'apprend pas, elle existe!

## Fiche technique
- Titre original : Jean Marais, artisan du rêve
- Réalisation : Gérard Devillers[2]
- Assistant : Philippe Tanguy
- Commentaires : Gérard Devillers, Marceau Devillers
- Photographie : François About
- Montage : Philippe Gosselet
- Musique additionnelle : Francis Poulenc
- Société de production : Les Films du Lagon Bleu (France)
- Société de distribution : Warner Bros. Transatlantique (France)
- Pays d’origine :  France
- Langue originale : français
- Format : 35 mm — couleur — son monophonique
- Genre : documentaire
- Durée : 11 minutes[3]
- Date de sortie :  21 avril 1976[4]
- (fr) Classification CNC : tous publics (visa d’exploitation no 45088 délivré le 10 décembre 1975)

## Distribution
- Jean Marais : lui-même
- Silvia Monfort : narratrice voix off